# Todd Warriner
Todd Eaton Warriner (* 3. Januar 1974 in Blenheim, Ontario) ist ein ehemaliger kanadischer Eishockeyspieler und derzeitiger -trainer, der im Verlauf seiner aktiven Karriere zwischen 1990 und 2009 unter anderem 474 Spiele für die Toronto Maple Leafs, Tampa Bay Lightning, Phoenix Coyotes, Vancouver Canucks, Philadelphia Flyers und Nashville Predators in der National Hockey League (NHL) auf der Position des linken Flügelstürmers bestritten hat. Darüber hinaus absolvierte Warriner weitere 161 Partien für die Hannover Scorpions und Kölner Haie in der Deutschen Eishockey Liga (DEL). Seinen größten Karriereerfolg feierte er im Trikot der kanadischen Nationalmannschaft mit dem Gewinn der Silbermedaille bei den Olympischen Winterspielen 1994.

## Karriere
Warriner begann seine Karriere bei den Windsor Spitfires in der Ontario Hockey League (OHL) und war der Erstrunden-Draftpick der Nordiques de Québec im NHL Entry Draft 1992, die ihn als Gesamtvierten auswählten. Er absolvierte allerdings kein Spiel für sein Draftteam, da er bereits im Juni 1994 im Tauschgeschäft mit Mats Sundin, Garth Butcher und einem Erstrunden-Wahlrecht im NHL Entry Draft 1994 zu den Toronto Maple Leafs transferiert wurde. Im Gegenzug wechselten Wendel Clark, Sylvain Lefebvre, Landon Wilson und ein Erstrunden-Wahlrecht im selben Draft nach Québec. Nach seiner Juniorenzeit bei den Spitfires und deren Ligakonkurrenten Kitchener Rangers wechselte der Flügelstürmer zur Saison 1994/95 zunächst zu den St. John’s Maple Leafs in die American Hockey League (AHL). Parallel gab er sein NHL-Debüt für Toronto. In seiner weiteren Karriere spielte Warriner für die Tampa Bay Lightning, die Phoenix Coyotes, die Vancouver Canucks, die Philadelphia Flyers sowie die Nashville Predators in der National Hockey League (NHL). Am 13. Februar 1999 erzielte der Kanadier als Spieler der Toronto Maple Leafs das erste Tor im neu eröffneten Air Canada Centre als Spieler der Toronto Maple Leafs.
Im Sommer 2003 entschloss sich Warriner zu einem Wechsel nach Europa und spielte zunächst in der finnischen SM-liiga für Jokerit Helsinki sowie in der Schweizer Nationalliga B für den Forward Morges HC. Ab 2005 spielte der Angreifer in der DEL, zunächst für die Hannover Scorpions und ab Herbst 2007 für die Kölner Haie, mit denen er in der ersten gemeinsamen Spielzeit die Vizemeisterschaft errang. Nach der Spielzeit 2008/09 beendete der 35-Jährige seine aktive Karriere.
Anschließend begann Warriner ab Sommer 2019 als Assistenztrainer an der University of Windsor zu arbeiten. Dort war er insgesamt drei Jahre bis zum Ende der Spielzeit 2021/22 tätig. Ende Dezember 2023 wurde bekannt, dass die Hannover Indians Warriner als neuen Cheftrainer verpflichten. In der Spielzeit 2024/25 war er Cheftrainer des niederländischen Klubs Tilburg Trappers und erhielt die Auszeichnung als Trainer des Jahres der Oberliga Nord, an deren Spieltrieb die Trappers teilnahmen. Zum Spieljahr 2025/26 wechselte Warriner als Trainer zum ESV Kaufbeuren in die DEL2.

### International
Mit der kanadischen Nationalmannschaft erreichte Todd Warriner bei den Olympischen Winterspielen 1994 das Endspiel gegen Schweden, das Kanada jedoch nach Penaltyschießen verlor. Zudem war der Stürmer Mitglied des kanadischen Teams, welches 2005 den Deutschland Cup gewann.

## Erfolge und Auszeichnungen
| - 1992 OHL First All-Star Team - 1992 CHL Second All-Star Team - 1992 CHL Top Draft Prospect Award | - 2008 Deutscher Vizemeister mit den Kölner Haien - 2025 Trainer des Jahres der Oberliga Nord |

### International
- 1991 Silbermedaille beim Phoenix Cup
- 1994 Silbermedaille bei den Olympischen Winterspielen

## Karrierestatistik

### International
Vertrat Kanada bei:
- Phoenix Cup 1991
- Olympischen Winterspielen 1994

(Legende zur Spielerstatistik: Sp oder GP = absolvierte Spiele; T oder G = erzielte Tore; V oder A = erzielte Assists; Pkt oder Pts = erzielte Scorerpunkte; SM oder PIM = erhaltene Strafminuten; +/− = Plus/Minus-Bilanz; PP = erzielte Überzahltore; SH = erzielte Unterzahltore; GW = erzielte Siegtore; 1 Play-downs/Relegation; Kursiv: Statistik nicht vollständig)